# Подобная
Подо́бная (укр. Подібна) — село в Уманском районе Черкасской области Украины. Расположено в 11 км юго-западнее пгт Маньковка, в 7 км от железнодорожной станции Поташ и в километре от автотрассы Киев — Одесса.
Население по переписи 2001 года составляло 1043 человека. Почтовый индекс — 20143. Телефонный код — 4748.

## Административно территориальная принадлежность
В ХІХ столетии село относилось к Уманскому уезду Киевской губернии. До 2020 года — к 
ныне упраздненному Маньковскому району Черкасской области.

## История
На территории Подобной обнаружены остатки поселения трипольской культуры, 5 — бронзового века и 2 — черняховской культуры. 
Первые сведения о селе в исторических документах относятся к XVIII веку.
Л. И. Похилевич в книге «Сказание о населённых местностях Киевской губернии» (1864) сообщает, что «К Помойницкому приходу причислено село  Подобное, отстоящее в 5-ти верстах от Помойника. Жителей в нем обоего пола 1163. Приписная церковь Михайловская (Михаило-Архангельская церковь), деревянная, построена 1759 года. До 1842 года она была особою приходскою и имела собственную землю, поступившую в казну за уничтожением особого прихода».
Во время второй мировой войны и немецкой оккупации в селе действовала подпольная диверсионная группа, которая держала связь с партизанами.  255 уроженцев села участвовали в войне, из них 119 награждены орденами и медалями, 131 погиб в боях.  В 1947 году на братской могиле установлен памятник, а в 1965-м построен обелиск Славы воинам-освободителям, погибшим в борьбе с гитлеровскими захватчиками.
По сведениям из Истории городов и сёл Украинской ССР (1972), в советское время в селе была расположена центральная усадьба дом колхоза им.  М. О. Щорса, за которым было закреплено 2201,7 га сельскохозяйственных угодий, в т. ч. 2103,2 га пахотной земли. В хозяйстве выращивали зерновые и технические культуры, было развито мясомолочное животноводство. Колхоз имел мельницу, механическую и деревообрабатывающую мастерскую. 
Население составляло 1709 человек. Работала восьмилетняя школа, дом культуры, библиотека с фондом 12,4 тыс. книг, медпункт, детский сад, отделение связи, 3 магазина.
Партийная организация насчитывала 41 коммуниста, две комсомольских — объединяли 88 членов ВЛКСМ. 95 передовиков труда за трудовые достижения были отмечены правительственными наградами. В 1971 году был открыт памятник Н. А. Щорсу. 

## Местный совет
20143, Черкасская обл., Маньковский р-н, с. Подобная

## Дополнительная информация
- Метрические книги по селу Подобная (Михайловская церковь, 1906-1913 годы) в Государственном архиве Черкасской области: ф.931, оп.1, спр.2605.